# Christian von Brömbsen
Christian von Brömbsen (* 1742; † 2. November 1808) war ein deutscher Bürgermeister der Hansestadt Lübeck.
Brömbsen wurde als Sohn des Besitzers des holsteinischen Gutes Nütschau Christian von Brömbsen († 1759) geboren. 1768 wurde er Mitglied der exklusiven Lübecker Zirkelgesellschaft und 1770 trat er als Major in dänische Dienste. Das Gut Nütschau verkaufte er 1777 per Appunctuation (Vorvertrag). Ebenfalls 1777 wurde er in den Rat der Stadt Lübeck gewählt und dort im Jahr 1800 zu einem der Bürgermeister bestimmt. In der Lübecker Franzosenzeit war er als rangältester Bürgermeister Vorsitzender des Rates.
Er war mit einer Tochter des Schonenfahrers und Ratsherrn Johann Christoph Weigel (1704–1777) verheiratet und verstarb ohne männliche Abkömmlinge.